# Калмашбашево
Калмашба́шево (рос. Калмашбашево, башк. Ҡалмашбаш) — село у складі Чекмагушівського району Башкортостану, Росія. Адміністративний центр Калмашбашевської сільської ради.
Населення — 774 особи (2010; 843 у 2002).
Національний склад:
- башкири — 52 %
- татари — 47 %

У селі народився татарський письменник та драматург Міннегалієв Шаміль Шагалійович (1920-1987).